# Вязовок (Черкасская область)
Вязово́к (укр. В'язівок) — село в Городищенском районе Черкасской области Украины. Административный центр Вязовского сельского совета. Население по переписи 2001 года составляло 2972 человека.

## История
Основано в XVII веке.
Входило в состав Киевской губернии.

## Географическое положение
Расположено на берегах реки Ольшанка, притока Днепра.

## Объекты социальной сферы
- Школа.
- Детский сад.
- Клуб.
- Амбулатория.

## Достопримечательности
- Успенская церковь
- Братская могила советских воинов.

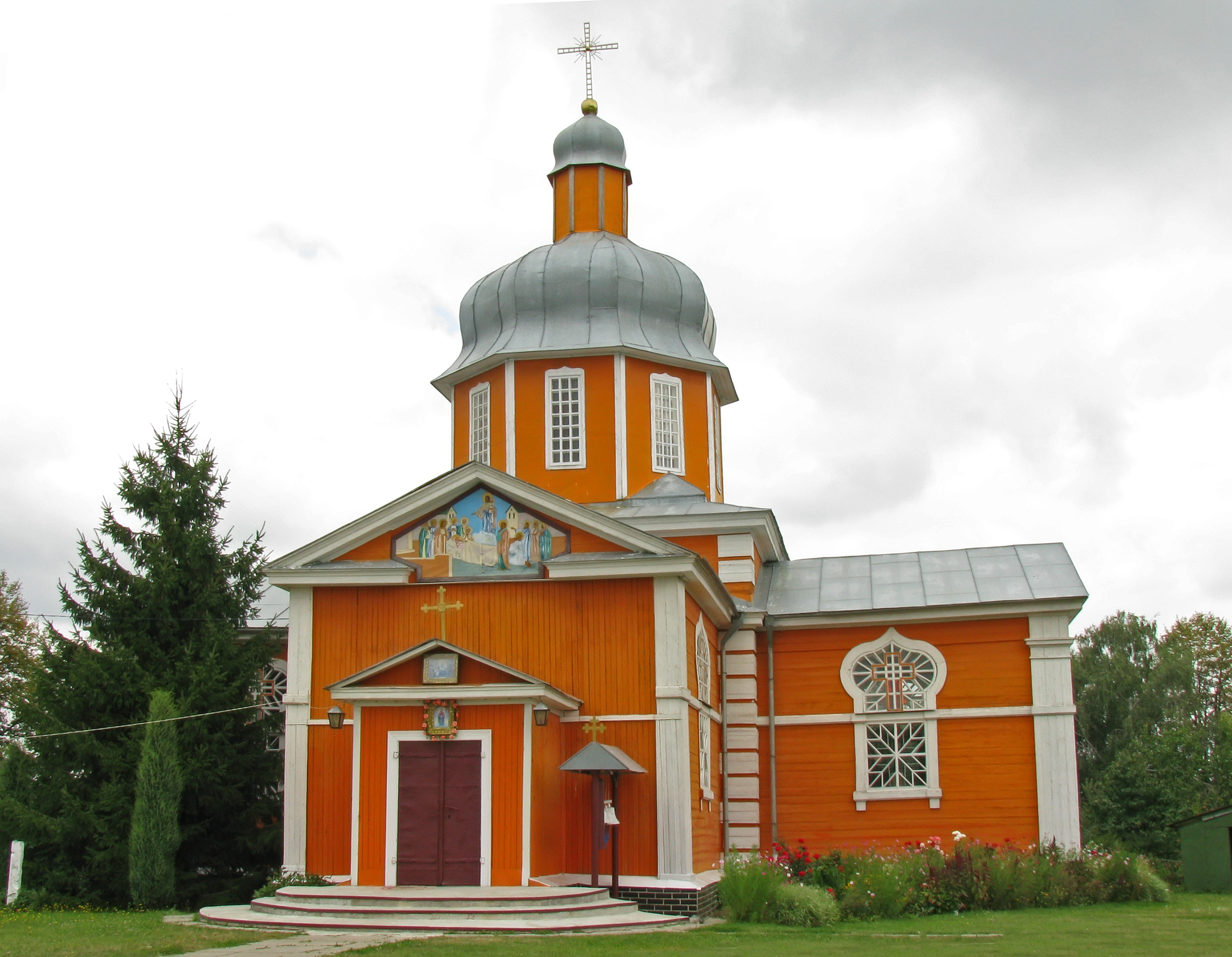
Успенская церковь

- Обнаружены археологические находки IV—II тысячелетия до н. эры.

## Известные уроженцы
- Ищенко, Фёдор Васильевич (1912—2001) — украинский и советский актёр. Заслуженный артист Украины.

## Местный совет
19534, Черкасская обл., Городищенский р-н, с. Вязовок, ул. Покровская, 4